# Malá Morava
Malá Morava település Csehországban, Šumperki járásban. Malá Morava Bohdíkov, Hanušovice, Písařov, Jakubovice, Janoušov, Ruda nad Moravou, Staré Město, Dolní Morava, Králíky és Červená Voda településekkel határos. Lakosainak száma 509 fő (2024. január 1.).

## Népesség
A település lakosságának változását az alábbi diagram mutatja:
| Lakosok száma | 4124 | 4094 | 3297 | 1277 | 701  | 588  | 520  | 526  | 514  | 509  |
|               | 1869 | 1890 | 1921 | 1950 | 1980 | 2001 | 2017 | 2019 | 2022 | 2024 |